# Angol labdarúgó-bajnokcsapatok listája

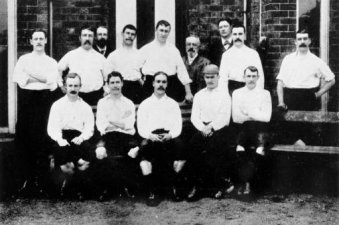
A Preston North End, a történelem legelső bajnokcsapata

Ez a lista a mindenkori angol labdarúgó-bajnokság első osztályának győzteseit tartalmazza. A listában az első osztály minden formájának győztesei szerepelnek.

## Története
Miután a Football Association 1885-ben megalakult, a világ első labdarúgó-bajnoksága, a Football League 1888-ban jött létre az Aston Villa elnöke, William McGregor által. A bajnokságnak ekkor 12 részt vevő csapata volt.
A Football League első bajnokcsapata a Preston North End FC volt, aki a szezont veretlenül tudta le. A következő szezonban a csapat ismét megszerezte az első helyet. A további bajnokok a bajnokság ezen formájában: Everton FC, Sunderland AFC. A bajnokság ezután két osztályosra bővült.
A liga legsikeresebb csapata a Manchester United FC, amely 20 alkalommal végzett az első helyen, legfőképp Sir Alex Ferguson vezetésének köszönhetően. A Liverpool FC a második a 19 bajnoki címével. Ebből a 19 címből csak egyet nyert a Premier League megalakulása óta. A képzeletbeli dobogó legalsó fokán az Arsenal FC áll 13 bajnoki címével. Mögöttük következik a Manchester City (10), az Everton (9), az Aston Villa (7) és a Sunderland (6 cím).
A bajnokság alapítói közül csak a Preston North End nem játszott még sosem a Premier League-ben. Jelenleg minden klub, amely valaha bajnok volt, az angol labdarúgás első 3 osztályának valamelyikében szerepel.
Eddig mindössze öt klub volt képes egymás után kétszer megvédeni címét: a Huddersfield (1924–26), az Arsenal (1933–35), a Liverpool (1982–84), a Manchester City (2021–2023) és a Manchester United kétszer (1999–2001, 2007–09). A City négyet is meg tudott nyerni egymás után (2021–2024).

## Football League (1888–1892)
| Szezon  | Győztes (bajnoki címek száma) | Második           | Harmadik                | Gólkirály                                 |
| ------- | ----------------------------- | ----------------- | ----------------------- | ----------------------------------------- |
| 1888–89 | Preston North End (1)         | Aston Villa       | Wolverhampton Wanderers | John Goodall (Preston North End) (21 gól) |
| 1889–90 | Preston North End (2)         | Everton           | Blackburn Rovers        | Jimmy Ross (Preston North End) (24)       |
| 1890–91 | Everton (1)                   | Preston North End | Notts County            | Jack Southworth (Blackburn Rovers) (26)   |
| 1891–92 | Sunderland (1)                | Preston North End | Bolton Wanderers        | John Campbell (Sunderland) (32)           |

## Football League First Division (1892–1992)
| Szezon    | Bajnok (bajnoki címek száma) | Második                 | Harmadik                | Gólkirály                                                                                    |
| --------- | ---------------------------- | ----------------------- | ----------------------- | -------------------------------------------------------------------------------------------- |
| 1892–93   | Sunderland (2)               | Preston North End       | Everton                 | John Campbell (Sunderland) (31)                                                              |
| 1893–94   | Aston Villa (1)              | Sunderland              | Derby County            | Jack Southworth (Everton) (27)                                                               |
| 1894–95   | Sunderland (3)               | Everton                 | Aston Villa             | John Campbell (Sunderland) (22)                                                              |
| 1895–96   | Aston Villa (2)              | Derby County            | Everton                 | Johnny Campbell (Aston Villa), Steve Bloomer (Derby County) (20)                             |
| 1896–97   | Aston Villa (3)              | Sheffield United        | Derby County            | Steve Bloomer (Derby County) (22)                                                            |
| 1897–98   | Sheffield United (1)         | Sunderland              | Wolverhampton Wanderers | Fred Wheldon (Aston Villa) (21)                                                              |
| 1898–99   | Aston Villa (4)              | Liverpool               | Burnley                 | Steve Bloomer (Derby County) (23)                                                            |
| 1899–1900 | Aston Villa (5)              | Sheffield United        | Sunderland              | Billy Garraty (Aston Villa) (27)                                                             |
| 1900–01   | Liverpool (1)                | Sunderland              | Notts County            | Steve Bloomer (Derby County) (23)                                                            |
| 1901–02   | Sunderland (4)               | Everton                 | Newcastle United        | Jimmy Settle (Everton) (18)                                                                  |
| 1902–03   | The Wednesday (1)            | Aston Villa             | Sunderland              | Sam Raybould (Liverpool) (31)                                                                |
| 1903–04   | The Wednesday (2)            | Manchester City         | Everton                 | Steve Bloomer (Derby County) (20)                                                            |
| 1904–05   | Newcastle United (1)         | Everton                 | Manchester City         | Arthur Brown (Sheffield United) (22)                                                         |
| 1905–06   | Liverpool (2)                | Preston North End       | Sheffield Wednesday     | Albert Shepherd (Bolton Wanderers) (26)                                                      |
| 1906–07   | Newcastle United (2)         | Bristol City            | Everton                 | Alex Young (Everton) (30)                                                                    |
| 1907–08   | Manchester United (1)        | Aston Villa             | Manchester City         | Enoch West (Nottingham Forest) (27)                                                          |
| 1908–09   | Newcastle United (3)         | Everton                 | Sunderland              | Bert Freeman (Everton) (38)                                                                  |
| 1909–10   | Aston Villa (6)              | Liverpool               | Blackburn Rovers        | Jack Parkinson (Liverpool) (30)                                                              |
| 1910–11   | Manchester United (2)        | Aston Villa             | Sunderland              | Albert Shepherd (Newcastle United) (25)                                                      |
| 1911–12   | Blackburn Rovers (1)         | Everton                 | Newcastle United        | Harry Hampton (Aston Villa), George Holley (Sunderland) és David McLean (The Wednesday) (25) |
| 1912–13   | Sunderland (5)               | Aston Villa             | Sheffield Wednesday     | David McLean (The Wednesday) (30)                                                            |
| 1913–14   | Blackburn Rovers (2)         | Aston Villa             | Middlesbrough           | George Elliot (Middlesbrough) (32)                                                           |
| 1914–15   | Everton (2)                  | Oldham Athletic         | Blackburn Rovers        | Bobby Parker (Everton) (35)                                                                  |
| 1916–19   | Nem rendezték meg            | Nem rendezték meg       | Nem rendezték meg       | Nem rendezték meg                                                                            |
| 1919–20   | West Bromwich Albion (1)     | Burnley                 | Chelsea                 | Fred Morris (West Bromwich Albion) (37)                                                      |
| 1920–21   | Burnley (1)                  | Manchester City         | Bolton Wanderers        | Joe Smith (Bolton Wanderers) (38)                                                            |
| 1921–22   | Liverpool (3)                | Tottenham Hotspur       | Burnley                 | Andy Wilson (Middlesbrough) (31)                                                             |
| 1922–23   | Liverpool (4)                | Sunderland              | Huddersfield Town       | Charlie Buchan (Sunderland) (30)                                                             |
| 1923–24   | Huddersfield Town (1)        | Cardiff City            | Sunderland              | Wilf Chadwick (Everton) (28)                                                                 |
| 1924–25   | Huddersfield Town (2)        | West Bromwich Albion    | Bolton Wanderers        | Frank Roberts (Manchester City) (31)                                                         |
| 1925–26   | Huddersfield Town (3)        | Arsenal                 | Sunderland              | Ted Harper (Blackburn Rovers) (43)                                                           |
| 1926–27   | Newcastle United (4)         | Huddersfield Town       | Sunderland              | Jimmy Trotter (The Wednesday) (37)                                                           |
| 1927–28   | Everton (3)                  | Huddersfield Town       | Leicester City          | Dixie Dean (Everton) (60)                                                                    |
| 1928–29   | The Wednesday (3)            | Leicester City          | Aston Villa             | Dave Halliday (Sunderland) (43)                                                              |
| 1929–30   | Sheffield Wednesday (4)      | Derby County            | Manchester City         | Vic Watson (West Ham United) (41)                                                            |
| 1930–31   | Arsenal (1)                  | Aston Villa             | Sheffield Wednesday     | Tom Waring (Aston Villa) (49)                                                                |
| 1931–32   | Everton (4)                  | Arsenal                 | Sheffield Wednesday     | Dixie Dean (Everton) (44)                                                                    |
| 1932–33   | Arsenal (2)                  | Aston Villa             | Sheffield Wednesday     | Jack Bowers (Derby County) (35)                                                              |
| 1933–34   | Arsenal (3)                  | Huddersfield Town       | Tottenham Hotspur       | Jack Bowers (Derby County) (34)                                                              |
| 1934–35   | Arsenal (4)                  | Sunderland              | Sheffield Wednesday     | Ted Drake (Arsenal) (42)                                                                     |
| 1935–36   | Sunderland (6)               | Derby County            | Huddersfield Town       | W. G. Richardson (West Bromwich Albion) (39)                                                 |
| 1936–37   | Manchester City (1)          | Charlton Athletic       | Arsenal                 | Freddie Steel (Stoke City) (33)                                                              |
| 1937–38   | Arsenal (5)                  | Wolverhampton Wanderers | Preston North End       | Tommy Lawton (Everton) (28)                                                                  |
| 1938–39   | Everton (5)                  | Wolverhampton Wanderers | Charlton Athletic       | Tommy Lawton (Everton) (35)                                                                  |
| 1940–46   | Nem rendezték meg            | Nem rendezték meg       | Nem rendezték meg       | Nem rendezték meg                                                                            |
| 1946–47   | Liverpool (5)                | Manchester United       | Wolverhampton Wanderers | Dennis Westcott (Wolverhampton Wanderers) (37)                                               |
| 1947–48   | Arsenal (6)                  | Manchester United       | Burnley                 | Ronnie Rooke (Arsenal) (33)                                                                  |
| 1948–49   | Portsmouth (1)               | Manchester United       | Derby County            | Willie Moir (Bolton Wanderers) (25)                                                          |
| 1949–50   | Portsmouth (2)               | Wolverhampton Wanderers | Sunderland              | Dickie Davis (Sunderland) (25)                                                               |
| 1950–51   | Tottenham Hotspur (1)        | Manchester United       | Blackpool               | Stan Mortensen (Blackpool) (30)                                                              |
| 1951–52   | Manchester United (3)        | Tottenham Hotspur       | Arsenal                 | George Robledo (Newcastle United) (33)                                                       |
| 1952–53   | Arsenal (7)                  | Preston North End       | Wolverhampton Wanderers | Charlie Wayman (Preston North End) (24)                                                      |
| 1953–54   | Wolverhampton Wanderers (1)  | West Bromwich Albion    | Huddersfield Town       | Jimmy Glazzard (Huddersfield Town) (29)                                                      |
| 1954–55   | Chelsea (1)                  | Wolverhampton Wanderers | Portsmouth              | Ronnie Allen (West Bromwich Albion) (27)                                                     |
| 1955–56   | Manchester United (4)        | Blackpool               | Wolverhampton Wanderers | Nat Lofthouse (Bolton Wanderers) (33)                                                        |
| 1956–57   | Manchester United (5)        | Tottenham Hotspur       | Preston North End       | John Charles (Leeds United) (38)                                                             |
| 1957–58   | Wolverhampton Wanderers (2)  | Preston North End       | Tottenham Hotspur       | Bobby Smith (Tottenham Hotspur) (36)                                                         |
| 1958–59   | Wolverhampton Wanderers (3)  | Manchester United       | Arsenal                 | Jimmy Greaves (Chelsea) (33)                                                                 |
| 1959–60   | Burnley (2)                  | Wolverhampton Wanderers | Tottenham Hotspur       | Dennis Viollet (Manchester United) (32)                                                      |
| 1960–61   | Tottenham Hotspur (2)        | Sheffield Wednesday     | Wolverhampton Wanderers | Jimmy Greaves (Chelsea) (41)                                                                 |
| 1961–62   | Ipswich Town (1)             | Burnley                 | Tottenham Hotspur       | Ray Crawford (Ipswich Town), Derek Kevan (West Bromwich Albion) (33)                         |
| 1962–63   | Everton (6)                  | Tottenham Hotspur       | Burnley                 | Jimmy Greaves (Tottenham Hotspur) (37)                                                       |
| 1963–64   | Liverpool (6)                | Manchester United       | Everton                 | Jimmy Greaves (Tottenham Hotspur) (35)                                                       |
| 1964–65   | Manchester United (6)        | Leeds United            | Chelsea                 | Andy McEvoy (Blackburn Rovers), Jimmy Greaves (Tottenham Hotspur) (29)                       |
| 1965–66   | Liverpool (7)                | Leeds United            | Burnley                 | Willie Irvine (Burnley) (29)                                                                 |
| 1966–67   | Manchester United (7)        | Nottingham Forest       | Tottenham Hotspur       | Ron Davies (Southampton) (37)                                                                |
| 1967–68   | Manchester City (2)          | Manchester United       | Liverpool               | George Best (Manchester United), Ron Davies (Southampton) (28)                               |
| 1968–69   | Leeds United (1)             | Liverpool               | Everton                 | Jimmy Greaves (Tottenham Hotspur) (27)                                                       |
| 1969–70   | Everton (7)                  | Leeds United            | Chelsea                 | Jeff Astle (West Bromwich Albion) (25)                                                       |
| 1970–71   | Arsenal (8)                  | Leeds United            | Tottenham Hotspur       | Tony Brown (West Bromwich Albion) (28)                                                       |
| 1971–72   | Derby County (1)             | Leeds United            | Liverpool               | Francis Lee (Manchester City) (33)                                                           |
| 1972–73   | Liverpool (8)                | Arsenal                 | Leeds United            | Pop Robson (West Ham United) (28)                                                            |
| 1973–74   | Leeds United (2)             | Liverpool               | Derby County            | Mick Channon (Southampton) (21)                                                              |
| 1974–75   | Derby County (2)             | Liverpool               | Ipswich Town            | Malcolm Macdonald (Newcastle United) (21)                                                    |
| 1975–76   | Liverpool (9)                | Queens Park Rangers     | Manchester United       | Ted MacDougall (Norwich City) (23)                                                           |
| 1976–77   | Liverpool (10)               | Manchester City         | Ipswich Town            | Malcolm Macdonald (Arsenal), Andy Gray (Aston Villa) (25)                                    |
| 1977–78   | Nottingham Forest (1)        | Liverpool               | Everton                 | Bob Latchford (Everton) (30)                                                                 |
| 1978–79   | Liverpool (11)               | Nottingham Forest       | West Bromwich Albion    | Frank Worthington (Bolton Wanderers) (24)                                                    |
| 1979–80   | Liverpool (12)               | Manchester United       | Ipswich Town            | Phil Boyer (Southampton) (23)                                                                |
| 1980–81   | Aston Villa (7)              | Ipswich Town            | Arsenal                 | Peter Withe (Aston Villa), Steve Archibald (Tottenham Hotspur) (20)                          |
| 1981–82   | Liverpool (13)               | Ipswich Town            | Manchester United       | Kevin Keegan (Southampton) (26)                                                              |
| 1982–83   | Liverpool (14)               | Watford                 | Manchester United       | Luther Blissett (Watford) (27)                                                               |
| 1983–84   | Liverpool (15)               | Southampton             | Nottingham Forest       | Ian Rush (Liverpool) (32)                                                                    |
| 1984–85   | Everton (8)                  | Liverpool               | Tottenham Hotspur       | Kerry Dixon (Chelsea), Gary Lineker (Leicester City) (24)                                    |
| 1985–86   | Liverpool (16)               | Everton                 | West Ham United         | Gary Lineker (Everton) (30)                                                                  |
| 1986–87   | Everton (9)                  | Liverpool               | Tottenham Hotspur       | Clive Allen (Tottenham Hotspur) (33)                                                         |
| 1987–88   | Liverpool (17)               | Manchester United       | Nottingham Forest       | John Aldridge (Liverpool) (26)                                                               |
| 1988–89   | Arsenal (9)                  | Liverpool               | Nottingham Forest       | Alan Smith (Arsenal) (23)                                                                    |
| 1989–90   | Liverpool (18)               | Aston Villa             | Tottenham Hotspur       | Gary Lineker (Tottenham Hotspur) (24)                                                        |
| 1990–91   | Arsenal (10)                 | Liverpool               | Crystal Palace          | Alan Smith (Arsenal) (22)                                                                    |
| 1991–92   | Leeds United (3)             | Manchester United       | Sheffield Wednesday     | Ian Wright (Crystal Palace/Arsenal) (29)                                                     |

## Premier League (1992–)
| Szezon    | Győztes (bajnoki címek száma) | Második           | Harmadik          | Gólkirály                                                                                               |
| --------- | ----------------------------- | ----------------- | ----------------- | --- |
| 1992–93   | Manchester United (8)         | Aston Villa       | Norwich City      | Teddy Sheringham (Nottingham Forest/Tottenham Hotspur) (22)                                             |
| 1993–94   | Manchester United (9)         | Blackburn Rovers  | Newcastle United  | Andrew Cole (Newcastle United) (34)                                                                     |
| 1994–95   | Blackburn Rovers (3)          | Manchester United | Nottingham Forest | Alan Shearer (Blackburn Rovers) (34)                                                                    |
| 1995–96   | Manchester United (10)        | Newcastle United  | Liverpool         | Alan Shearer (Blackburn Rovers) (31)                                                                    |
| 1996–97   | Manchester United (11)        | Newcastle United  | Arsenal           | Alan Shearer (Newcastle United) (25)                                                                    |
| 1997–98   | Arsenal (11)                  | Manchester United | Liverpool         | Chris Sutton (Blackburn Rovers), Dion Dublin (Coventry City), Michael Owen (Liverpool) (18)             |
| 1998–99   | Manchester United (12)        | Arsenal           | Chelsea           | Jimmy Floyd Hasselbaink (Leeds United), Michael Owen (Liverpool), Dwight Yorke (Manchester United) (18) |
| 1999–2000 | Manchester United (13)        | Arsenal           | Leeds United      | Kevin Phillips (Sunderland) (30)                                                                        |
| 2000–2001 | Manchester United (14)        | Arsenal           | Liverpool         | Jimmy Floyd Hasselbaink (Chelsea) (23)                                                                  |
| 2001–2002 | Arsenal (12)                  | Liverpool         | Manchester United | Thierry Henry (Arsenal) (24)                                                                            |
| 2002–2003 | Manchester United (15)        | Arsenal           | Newcastle United  | Ruud van Nistelrooy (Manchester United) (25)                                                            |
| 2003–2004 | Arsenal (13)                  | Chelsea           | Manchester United | Thierry Henry (Arsenal) (30)                                                                            |
| 2004–2005 | Chelsea (2)                   | Arsenal           | Manchester United | Thierry Henry (Arsenal) (25)                                                                            |
| 2005–2006 | Chelsea (3)                   | Manchester United | Liverpool         | Thierry Henry (Arsenal) (27)                                                                            |
| 2006–2007 | Manchester United (16)        | Chelsea           | Liverpool         | Didier Drogba (Chelsea) (20)                                                                            |
| 2007–2008 | Manchester United (17)        | Chelsea           | Arsenal           | Cristiano Ronaldo (Manchester United) (31)                                                              |
| 2008–2009 | Manchester United (18)        | Liverpool         | Chelsea           | Nicolas Anelka (Chelsea) (19)                                                                           |
| 2009–2010 | Chelsea (4)                   | Manchester United | Arsenal           | Didier Drogba (Chelsea) (29)                                                                            |
| 2010–2011 | Manchester United (19)        | Chelsea           | Manchester City   | Dimitar Berbatov (Manchester United) Carlos Tévez (Manchester City) (20)                                |
| 2011–2012 | Manchester City (3)           | Manchester United | Arsenal           | Robin van Persie (Arsenal) (30)                                                                         |
| 2012–2013 | Manchester United (20)        | Manchester City   | Chelsea           | Robin van Persie (Manchester United) (26)                                                               |
| 2013–2014 | Manchester City (4)           | Liverpool         | Chelsea           | Luis Suárez (Liverpool) (31)                                                                            |
| 2014–2015 | Chelsea (5)                   | Manchester City   | Arsenal           | Sergio Agüero (Manchester City) (26)                                                                    |
| 2015–2016 | Leicester City (1)            | Arsenal           | Tottenham Hotspur | Harry Kane (Tottenham Hotspur) (25)                                                                     |
| 2016–2017 | Chelsea (6)                   | Tottenham Hotspur | Manchester City   | Harry Kane (Tottenham Hotspur) (29)                                                                     |
| 2017–2018 | Manchester City (5)           | Manchester United | Tottenham Hotspur | Mohamed Szaláh (Liverpool) (32)                                                                         |
| 2018–2019 | Manchester City (6)           | Liverpool         | Chelsea           | Mohamed Szaláh, Sadio Mané (Liverpool), Pierre-Emerick Aubameyang (Arsenal) (22)                        |
| 2019–2020 | Liverpool (19)                | Manchester City   | Manchester United | Jamie Vardy (Leicester City) (23)                                                                       |
| 2020–2021 | Manchester City (7)           | Manchester United | Liverpool         | Harry Kane (Tottenham Hotspur) (23)                                                                     |
| 2021–2022 | Manchester City (8)           | Liverpool         | Chelsea           | Mohamed Szaláh (Liverpool), Szon Hungmin (Tottenham Hotspur) (23)                                       |
| 2022–2023 | Manchester City (9)           | Arsenal           | Manchester United | Erling Haaland (Manchester City) (36)                                                                   |
| 2023–2024 | Manchester City (10)          | Arsenal           | Liverpool         | Erling Haaland (Manchester City) (27)                                                                   |
| 2024–2025 | Liverpool (20)                |                   |                   | |

Félkövérrel szerepelnek a duplázó csapatok, tehát akik a bajnokságot és valamelyik kupát is megnyerték.
Dőlttel szerepelnek a triplázó csapatok (bajnoki cím, FA-kupa, BL)

## Legsikeresebb csapatok
A bajnokság története során eddig 24 csapatnak sikerült minimum 1 bajnokságot szereznie.
| Klub                    | Győzelmek | Második helyek | Győztes évek |
| ----------------------- | --------- | -------------- | --- |
| Manchester United       | 20        | 17             | 1907–1908, 1910–1911, 1951–1952, 1955–1956, 1956–1957, 1964–1965, 1966–1967, 1992–1993, 1993–1994, 1995–1996, 1996–1997, 1998–1999, 1999–2000, 2000–2001, 2002–2003, 2006–2007, 2007–2008, 2008–2009, 2010–2011, 2012–2013 |
| Liverpool               | 20        | 15             | 1900–1901, 1905–1906, 1921–1922, 1922–1923, 1946–1947, 1963–1964, 1965–1966, 1972–1973, 1975–1976, 1976–1977, 1978–1979, 1979–1980, 1981–1982, 1982–1983, 1983–1984, 1985–1986, 1987–1988, 1989–1990, 2019–2020, 2024–2025 |
| Arsenal                 | 13        | 11             | 1930–1931, 1932–1933, 1933–1934, 1934–1935, 1937–1938, 1947–1948, 1952–1953, 1970–1971, 1988–1989, 1990–1991, 1997–1998, 2001–2002, 2003–2004                                                                              |
| Manchester City         | 10        | 6              | 1936–1937, 1967–1968, 2011–2012, 2013–2014, 2017–2018, 2018–2019, 2020–2021, 2021–2022, 2022–2023, 2023–2024 |
| Everton                 | 9         | 7              | 1890–1891, 1914–1915, 1927–1928, 1931–1932, 1938–1939, 1962–1963, 1969–1970, 1984–1985, 1986–1987 |
| Aston Villa             | 7         | 10             | 1893–1894, 1895–1896, 1896–1897, 1898–1899, 1899–1900, 1909–1910, 1980–1981 |
| Sunderland              | 6         | 5              | 1891–92, 1892–1893, 1894–1895, 1901–1902, 1912–1913, 1935–1936 |
| Chelsea                 | 6         | 4              | 1954–1955, 2004–2005, 2005–2006, 2009–2010, 2014–2015, 2016–2017 |
| Newcastle United        | 4         | 2              | 1904–1905, 1906–1907, 1908–1909, 1926–1927 |
| Sheffield Wednesday     | 4         | 1              | 1902–1903, 1903–1904, 1928–1929, 1929–1930 |
| Leeds United            | 3         | 5              | 1968–1969, 1973–1974, 1991–1992 |
| Wolverhampton Wanderers | 3         | 5              | 1953–1954, 1957–1958, 1958–1959 |
| Huddersfield Town       | 3         | 3              | 1923–1924, 1924–1925, 1925–1926 |
| Blackburn Rovers        | 3         | 1              | 1911–1912, 1913–1914, 1994–1995 |
| Preston North End       | 2         | 6              | 1888–1889, 1889–1890 |
| Tottenham Hotspur       | 2         | 5              | 1950–1951, 1960–1961 |
| Derby County            | 2         | 3              | 1971–1972, 1974–1975 |
| Burnley                 | 2         | 2              | 1920–1921, 1959–1960 |
| Portsmouth              | 2         | 0              | 1948–1949, 1949–1950 |
| Ipswich Town            | 1         | 2              | 1961–1962 |
| Nottingham Forest       | 1         | 2              | 1977–1978 |
| Sheffield United        | 1         | 2              | 1897–1898 |
| West Bromwich Albion    | 1         | 2              | 1919–1920 |
| Leicester City          | 1         | 1              | 2015–2016 |

## Legsikeresebb városok
| Város        | Bajnoki címek | Bajnokcsapatok                                                       |
| ------------ | ------------- | -------------------------------------------------------------------- |
| Manchester   | 30            | Manchester United (20), Manchester City (10)                         |
| Liverpool    | 29            | Liverpool (20), Everton (9)                                          |
| London       | 21            | Arsenal (13), Chelsea (6), Tottenham Hotspur (2)                     |
| Birmingham   | 11            | Aston Villa (7) Wolverhampton Wanderers (3) West Bromwich Albion (1) |
| Sunderland   | 6             | Sunderland (6)                                                       |
| Sheffield    | 5             | Sheffield Wednesday (4), Sheffield United (1)                        |
| Newcastle    | 4             | Newcastle United (4)                                                 |
| Blackburn    | 3             | Blackburn Rovers (3)                                                 |
| Huddersfield | 3             | Huddersfield Town (3)                                                |
| Leeds        | 3             | Leeds United (3)                                                     |
| Burnley      | 2             | Burnley (2)                                                          |
| Derby        | 2             | Derby County (2)                                                     |
| Portsmouth   | 2             | Portsmouth (2)                                                       |
| Preston      | 2             | Preston North End (2)                                                |
| Ipswich      | 1             | Ipswich Town (1)                                                     |
| Leicester    | 1             | Leicester City (1)                                                   |
| Nottingham   | 1             | Nottingham Forest (1)                                                |

## Lásd még
- Az angol labdarúgó-bajnokság másodosztályának győztesei
- Az angol labdarúgó-bajnokság harmadosztályának győztesei
- Az angol labdarúgó-bajnokság negyedosztályának győztesei
- Az angol labdarúgó-bajnokság ötödosztályának győztesei
- Az angol labdarúgó-bajnokság hatodosztályának győztesei
- Az angol labdarúgó-bajnokság hetedosztályának győztesei
- Az angol labdarúgó-bajnokság nyolcadosztályának győztesei